# Petrus Pavlicek
Petrus Pavlicek OFM (ur. 6 stycznia 1902 w Innsbrucku, zm. 14 grudnia 1982 w Wiedniu) − austriacki franciszkanin, sługa Boży Kościoła katolickiego.
Był członkiem austriackiej prowincji św. Bernardyna ze Sieny Zakonu Braci Mniejszych z siedzibą w Wiedniu, inicjator krucjaty modlitwy różańcowej, dzięki której, w opinii wierzących Austriaków, Austria odzyskała w pełni wolność i niepodległość po II wojnie światowej.

## Życiorys
Otto Augustin Pavlicek urodził się w 1902 w Innsbrucku. Studiował we wrocławskiej Akademii Sztuk Pięknych. W młodości utracił wiarę, lecz w 1935 przeżył swoje nawrócenie. Bawarska stygmatyczka Teresa Neumann w osobistej rozmowie powiedziała do niego: "Już najwyższy czas abyś został kapłanem". Nowicjat rozpoczął 28 sierpnia 1937 i otrzymał imię zakonne Petrus. Śluby wieczyste złożył 29 sierpnia 1941, a święcenia kapłańskie przyjął 14 grudnia 1941.
W 1950 podjął inicjatywę zorganizowania wielkiej krucjaty różańcowej w intencji wycofania z kraju okupacyjnych wojsk sowieckich. Na jego wezwanie w nocnej procesji wzięło udział kilkadziesiąt tysięcy wiedeńczyków, którzy ze świecami i różańcami w ręku przeszli od Votivkirche przy wiedeńskim Ringu do klasztoru franciszkanów na Franziskanerplatz. W procesji wzięli także udział liczni politycy. Krucjata następnie objęła całą Austrię, a nabożeństwa odprawiane przez niego gromadziły wielkie rzesze wiernych. Ze względu na bardzo liczny udział wiernych, powstał zwyczaj odmawiania różańca w wielkich halach i obiektach sportowych. O. Pavlicek był także charyzmatycznym spowiednikiem. Założona przez niego krucjata trwa do dzisiaj. Osobiście nakłonił władze austriackie do ogłoszenia kościelnej Uroczystości Niepokalanego Poczęcia NMP (8 grudnia) dniem wolnym od pracy.
Zmarł w opinii świętości 14 grudnia 1982. Proces beatyfikacyjny rozpoczął się 13 października 2000 w Wiedniu.